# 1155 Avenue of the Americas
1155 Avenue of the Americas alternativt 1155 6th Avenue är en skyskrapa som ligger utmed gatan Avenue of the Americas/Sixth Avenue på Manhattan i New York, New York i USA.
Byggnaden uppfördes 1984 som en fastighet för kontorsverksamhet. Den är 155,75 meter hög och har 40 våningar.